# Anselme Brusa
Anselme Brusa, francoski veslač, * 27. avgust 1899, Chiasso, Švica, † 24. julij 1969, Lyon, Francija. 
Brusa je za Francijo nastopil na Poletnih olimpijskih igrah 1932 v Los Angelesu, kjer je v dvojcu s krmarjem osvojil bronasto medaljo.
Leta 1931 je v isti disciplini osvojil že naslov evropskega prvaka na Evropskem prvenstvu v veslanju.